# Не напрасно
Фонд медицинских решений «Не напрасно», ранее — Фонд профилактики рака, — российская некоммерческая организация, занятая популяризацией первичной профилактики злокачественных образований и внедрением системы популяционного скрининга, новых методов диагностики рака, медицинского образования и просвещения.

## История
Фонд был основан под названием Фонд профилактики рака в 2010 году. Сооснователем и исполнительным директором фонда стал Илья Фоминцев — хирург-онколог, выпускник медицинского факультета Мордовского государственного университета имени Н. П. Огарёва (2002) и кафедры онкологии Санкт-Петербургской медицинской академии последипломного образования (2004). В годы его работы в Ленинградском областном онкологическом диспансере (2004—2007) у его матери был обнаружен рак молочной железы, и Фоминцев принимал непосредственное участие в её лечении. После её смерти Фоминцев уволился из диспансера и сосредоточился на популяризации массовой профилактики рака и ранних методов диагностики. В 2008 году вместе с группой единомышленников Фоминцев организовал бесплатные профилактические осмотры маммологов на базе клиники, где работал, привлёк спонсоров для оплаты работы специалистов и разместил рекламу в газетах. Позднее были учреждены клуб «Живу не напрасно» и сам ФПР.
В марте 2021 года фонд занялся также профилактикой суицидов, в связи с чем сменил название на Фонд медицинских решений «Не напрасно».

## Проекты

### Центры раннего выявления рака груди
Первыми проектами ФПР стали Центры раннего выявления рака груди, первый из которых открылся осенью 2011 на базе городской поликлиника № 31 города Санкт-Петербурга при Первом Санкт-Петербургском государственном медицинском университете имени академика И. П. Павлова, а второй — спустя год на базе Онкологического диспансера Московского района на Новоизмайловском проспекте. В центрах были организованы кабинеты эндоскопии, проводились бесплатные консультации и исследования. За время работы Центры раннего выявления рака груди приняли более 50 тысяч человек и выявили более 422 подозрений на рак молочной железы, однако в 2016 году из-за отсутствия постоянного финансирования ФПР принял решение закрыть их и сосредоточиться на программе оценки индивидуальных рисков рака.

### Розовая ленточка в твоём городе
С 2013 года ФПР совместно с компанией Avon при поддержке НИИ онкологии имени Н. Н. Петрова ежегодно проводит акцию по раннему выявлению рака молочной железы «Розовая ленточка в твоём городе». В рамках акции в региональных центрах на несколько дней открываются пункты бесплатного обследования, проходят круглые столы и мастер-классы для врачей, лекции для студентов-медиков и дополнительные консультации для пациентов. В 2013 году акция прошла в Архангельске, Воронеже, Красноярске и Екатеринбурге, были обследованы около 6 тысяч женщин, 90 были направлены на дообследование и лечение с подозрением на наличие злокачественных образований. В 2014 году в акции приняли участие Тверь и Сургут. В 2015 году акции прошли в Сыктывкаре, Архангельске, Калининграде, Иркутске и Владивостоке, обследование прошли почти 10 тысяч женщин, более 200 получили направления на дополнительное обследование. В 2016 году акция прошла в Ставрополе, Волгограде, Уфе, Южно-Сахалинске, Новосибирске, Тамбове и Ярославле; планировалось охватить около 14 тысяч человек. В ходе обследований и консультаций ФПР выяснил, что большинство жительниц регионов России знают о необходимости профилактических осмотров, но более половины россиянок ни разу не проходили профилактические обследования и обращались к маммологам только после появления симптомов.

### Знать, чтобы жить
В мае—июне 2014 года ФПР, НИИ онкологии имени Н. Н. Петрова и Ассоциация онкологов Северо-Западного федерального округа провели совместный проект «Знать, чтобы жить». В рамках проекта в НИИ онкологии в расширенном режиме работали кабинеты раннего выявления онкологических заболеваний, а для специалистов были организованы II Балтийский международный онкологический форум «Профилактика и скрининг рака», семинары и мастер-классы для врачей первичного звена, международный конгресс онкомаммологов «Белые ночи», международный форум «Инновации в онкогинекологии» и круглый стол, подготовленный совместно с комитетом по здравоохранению Санкт-Петербурга.

### Высшая школа онкологии
В 2015 году ФПР дал старт грантовой программе финансирования дополнительного обучения онкологов, получившей название «Высшая школа онкологии». В интервью Фоминцев рассказывал, что к идее грантов на обучение фонд пришёл, когда один из потенциальных корпоративных спонсоров выдвинул условие — направить пожертвование в 200 тысяч рублей на что-то «масштабное», желательно, в области маммологии. Поскольку сумма была недостаточной для большого проекта, было решено организовать конкурс среди выпускников медицинских вузов, предложив победителю обучение в ординатуре НИИ онкологии имени Н. Н. Петрова. ФПР не планировал долгосрочный проект, но инициатива получила широкую поддержку среди специалистов, вызвавшихся софинансировать программу или участвовать в учебном процессе. В марте 2018 года ВШО провела уже 4-й конкурс на получение 10 грантов на обучение, список партнёров к этому времени расширился до нескольких медицинских вузов, а в число спонсоров программы вошла компания Biocad.
Отбор в программу проходит в 3 этапа: на первом потенциальные участники оцениваются по уровню общей медицинской подготовки, владению иностранным языком и мотивации, на втором этапе — решают задачи по общей медицине и пишут эссе, а на третьем этапе лучшие претенденты проходят очный тур в Санкт-Петербурге. В 2017 году конкурс в ВШО составил 38 человек на место. Помимо гранта на обучение в ординатуре ВШО организует специальную программу дополнительных занятий, которые включают курсы по принятию клинических решений, анализу научной литературы, основам научной работы в онкологии, общению с пациентами, медицинской статистике, академическому письму и английскому языку. Занятия ведут российские и иностранные врачи-онкологи, эпидемиологи, учёные и менеджеры из медицинской отрасли. В марте 2018 года ФПР открыл собственный лекторий в доме 37а по 2-й линии Васильевского острова, где планирует проводить семинары ВШО и другие образовательные и просветительские встречи.
В октябре 2019 года при ВШО открыдась онкологическая клиника «Луч», где пациенты могли получить консультации онкологов, терапевта и психотерапевта, помощь в подборе онколога и планировании лечения; врачи — провести небольшие операции и биопсию. В рамках научно-исследовательского направления клиника планировала заниматься реестром семей с предрасположенностью к онкологическим заболеваниям. «Луч» был создан при поддержке неназванных инвесторов, и в случае успеха на его основе планировалось создать сеть из десятка клиник в регионах России.

### SCREEN
В апреле 2016 года ФПР совместно с НИИ онкологии имени Н. Н. Петрова в рамках объявленного ими «Года профилактики рака» представили автоматизированную систему оценки риска рака и диагностики онкологических заболеваний SCREEN (сокр. от Scientifically-based Cancer Risk Evaluation Engine). На основании серии вопросов, которые укладываются в краткий интернет-опросник, SCREEN определяет у пользователя группу риска по наиболее распространённым видам рака: раку шейки матки, раку толстой кишки и прямой кишки, раку желудка, раку молочной железы, раку лёгких, меланоме и раку предстательной железы. Алгоритмы SCREEN, определяющие риск возникновения рака, были основаны на результатах исследований и практических руководствах, разработанных Международным агентством по изучению рака, Американским химическим обществом, Центрами по контролю и профилактики заболеваний, Cancer Research UK, Онкологическим центром им. М. Д. Андерсона при Техасском университете в Остине и другими организациями, адаптированных к российской практике специалистами НИИ онкологии. После обработки ответов система предоставляет пользователю обоснованные рекомендации по обследованию и профилактике и позволяет записаться на обследование. По первоначальному замыслу в 2016—2018 годах через SCREEN планировалось протестировать около 30 миллионов человек, что также предоставило бы данные, необходимые для создания модели популяционного скрининга. Спустя 2 года после запуска система SCREEN была обновлена до версии 2.0. В ней появились личный кабинет с результатами последнего тестирования и рекомендациями по обследованиям, календарь для планирования посещений врачей и бот для мессенджера Telegram. Разработчики также открыли API для интеграции в медицинские информационные системы, что позволило расширить работу с клиниками-партнёрами.

### Profilaktika.Media
В ноябре 2017 года ФПР получил грант Президента России на сумму 1,2 миллиона рублей на запуск просветительского проекта в области доказательной медицины и онкологии. В марте 2018 года совместно со студентами магистратуры научной коммуникации Университета ИТМО был запущен сайт Profilaktika.Media, на начальном этапе включавший публикации о химиотерапии, онкомаркерах, доказательной медицине и медицинском образовании.

### Просто спросить
В 2019 фонд открыл онлайн-консультацию «Просто спросить», в которой выпускники ВШО и приглашённые эксперты рассказывали о лечении онкологических заболеваний, помогали в поиске врача-онколога и исследовали качество лечения рака в России. Основным донором проекта стал фонд «Православие и мир». Весной 2020 года на фоне пандемии коронавируса фонд использовал отработанный формат консультаций для создания сервиса «Просто спросить о COVID-19» со справочными материалами, подготовленными на основе научных публикаций, и бесплатными консультациями врачей-волонтёров. Фонд также запустил проект помощи врачам «Что делать», к которому присоединились другие некоммерческие организации. В рамках инициативы фонды привлекали врачей-волотнёров для работы в клиниках и собирали пожертвования на закупку расходных материалов для больниц и организации питания для врачей.

## Благотворительные акции
Первые благотворительные мероприятия Фоминцев проводил в собственной квартире, приглашая солистов Михайловского и Мариинского театров и Санкт-Петербургской филармонии имени Д. Д. Шостаковича для участия в камерных концертах. В рамках встреч Фоминцев рассказывал о проблемах профилактики рака, а гости могли оставить пожертвования в благотворительный фонд. В июле 2012 года ФПР совместно с оркестром солистов Singolo Orchestra организовал благотворительный концерт на крыше гостиницы «Азимут» на Лермонтовском проспекте. Как отмечал Фоминцев, это был первый массовый контакт фонда с известными блогерами, СМИ и потенциальными крупными спонсорами. В июне 2016 года благотворительный концерт ФПР прошёл в рамках «Года профилактики рака» в Белом зале киностудии «Лендок». В 2017 году фонд участвовал в благотворительных мероприятиях, проводимых во время Петербургского международного экономического форума. 31 мая Михайловский театр в рамках «Года борьбы против меланомы», поддерживаемого «Биокадом», принял 600 гостей вечера классического балета, на котором в числе прочих выступили Николай Цискаридзе, Екатерина Кондуарова и Денис Матвиенко.
К благотворительным акциям в поддержку ФПР неоднократно подключались российские спортсмены. В октябре 2015 года в ледовом дворце «Лада-Арена» тольяттинская «Лада» вышла на матч против братиславского «Слована» в форме яркого розового цвета, официального цвета акций по борьбе с раком молочной железы. Средства от продажи билетов и привлечённые в ходе мероприятия были направлены в ФПР. В последовавшем ноябре хоккеисты Атте Энгрен, Андрей Ермаков, Виктор Балдаев, Дмитрий Коробов, Артём Воронин и Александр Васильев из хоккейного клуба «Спартак» в рамках «Усабря» организовали благотворительное соревнование за лучшие усы с платным голосованием, средства от которого были направлены в ФПР. В апреле 2017 года игроки и тренеры московских футбольных клубов «Спартак» и ЦСКА опубликовали совместное видеообращение «Играем до победы над раком», целью которого стал сбор средств для Высшей школы онкологии.

## Попечительский совет
В попечительский совет фонда входят девять человек:
- прима-балерина Мариинского театра Ульяна Лопаткина,
- футболист Сергей Семак,
- актёр Евгений Миронов,
- бывший вице-губернатор Санкт-Петербурга по социальным вопросам Ольга Казанская,
- директор НИИ онкологии имени Н. Н. Петрова Алексей Беляев,
- главный онколог Ленинградской области Ласло Роман,
- директор ТФОМС Санкт-Петербурга Александр Кужель,
- главный врач «ПЭТ-Технолоджи-Подольск» Александр Филимонов,
- районный онколог Красногвардейского района Санкт-Петербурга Сурхай Ибрагимов.
- российский писатель Александр Цыпкин

## Награды
- В апреле 2017 года исполнительный директор ФПР Илья Фоминцев получил премию «Эксперт года» журнала «Эксперт Северо-Запад» в номинации «Эксперт в сфере технологий здоровья» за пилотный проект по контролируемому популяционному скринингу колоректального рака, внедрённый в 2016 году[50].